# Huîtrier de Garnot
Haematopus leucopodus
Espèce
Statut de conservation UICN

 LC  : Préoccupation mineure
L'Huîtrier de Garnot (Haematopus leucopodus) est une espèce d'oiseaux limicoles de la famille des Haematopodidae. On le trouve en Argentine, au Chili et dans les Îles Malouines.

## Etymologie
Le terme Haematopus vient du grec ancien αἱμάσσω, hémato (sang), et ποδός, podos (pied). Quant au terme Leucopode, il est basé sur le radical en grec ancien λευκός, Leukos (Blanc) suivi aussi de ποδός, podos (pied).

## Nomenclature
Il est appelé « Magellanic oystercatcher » en anglais ; « Ostrero del Sur » en espagnol.

## Description
On le confond avec l'Huîtrier d'Amérique (Haematopus palliatus) ; la reconnaissance se fera par le contour des yeux. Chez l'Huitrier de Garnot, le contour est jaune prononcé ; chez l'Huîtrier d'Amérique, le contour est rouge prononcé.